# El Mahmal
El Mahmal là một đô thị thuộc tỉnh Khenchela, Algérie. Dân số thời điểm năm 2002 là 30.484 người.